# Thelotrema marginatum
Thelotrema marginatum är en lavart som beskrevs av Eschw. 1834. Thelotrema marginatum ingår i släktet Thelotrema och familjen Thelotremataceae.   Inga underarter finns listade i Catalogue of Life.